# Friedrich Ernst Dorn
Friedrich Ernst Dorn (Guttstadt, 27 luglio 1848 – Halle, 16 dicembre 1916) è stato un fisico tedesco.

## Biografia
Nacque a Guttstadt, in Prussia Orientale (oggi Dobre Miasto in Polonia), e morì a Halle, nella provincia della Sassonia. Studiò ad Königsberg e continuò a insegnare a livello universitario. Nel 1885, presso l'Università di Halle, Dorn assunse la posizione di professore ordinario di fisica teorica da Anton Oberbeck. Poiché Dorn era già un professore ordinario, gli fu concesso di assumere il titolo in modo tale da non apparire come retrocesso. Nel 1895, Dorn succedette a Hermann Knoblauch a Halle come professore ordinario di fisica sperimentale e direttore dell'istituto di fisica. I compiti precedenti di Dorn furono assunti da Carl Schmidt, che era stato un Privatdozent e fu chiamato come professore straordinario nel campo della fisica teorica.
Nel 1900, Dorn pubblicò un articolo in cui descrisse i suoi lavori precedenti sul torio di Ernest Rutherford.